# ریاض الاسعد
ریاض موسی الاسعد (زادهٔ ۱۹۶۱ میلادی) سرهنگ سابق نیروی هوایی سوریه و فرمانده ارتش آزاد سوریه است. وی تا ژوئیهٔ ۲۰۱۱ به طور رسمی سرهنگ نیروی هوایی سوریه بوده‌است.
وی در بیانیه‌ای در ماه اوت ۲۰۱۳ خواستار آزادی استان خوزستان از چنگال آنچه وی اشغالگری نامید، شد.

## ارتش آزاد سوریه
وی در ۴ ژوئیه ۲۰۱۱ به ترکیه گریخت و در ۲۹ همان ماه ارتش آزاد سوریه را در استان ختای ترکیه پایه‌گذاری کرد. این ارتش که شامل ۱۰٬۰۰۰ نفر است که هدفش دفاع از شهروندان غیرنظامی است.
سرهنگ ریاض در اردوگاه پناهندگان واقع در آپایدین مستقر است که ۱۴ کیلومتر با انتاکیه که بسیار به مرز سوریه نزدیک است فاصله دارد. وی مجاز به ترک اردوگاه نیست و نمی‌تواند مهمان بپذیرد. ترکیه او را مهره‌ای مهم در آینده سوریه می‌بیند و نمی‌خواهد آسیبی به وی برسد. روزنامه الصباح چاپ ترکیه در ماه مارس ۲۰۱۲ نوشت که زنی به نام سهیلا تفنگچی که گمان می‌رود زیر نظر دستگاه امنیتی سوریه فعالیت می‌کرد به همراه یک مرد سوری به استان ختای ترکیه آمدند تا سرهنگ ریاض را بربایند. افسران دستگاه امنیتی ترکیه این دو نفر را تعقیب و بازداشت کردند. پیشتر نیروهای امنیتی سوریه سرهنگ حسین هرموش مؤسس از افسران ارتش آزاد را از ترکیه ربوده به داخل سوریه منتقل و بنا بر برخی گزارش‌ها وی را اعدام کردند.

## گروگانهای ایرانی
روز شنبه ۱۴ مرداد ۱۳۹۱ در منطقه زینبیه دمشق ۴۸ ایرانی ربوده شدند.
سرهنگ ریاض در گفتگویی با بی‌بی‌سی مرگ سه تن از گروگانهای ایرانی را تأیید کرد و گفت سایر گروگانها تحت بازجویی هستند و به محض اینکه اطلاعاتی در مورد میزان دخالت آنان در حملات به غیر نظامیان سوریه بدست آید در مورد سرنوشتشان تصمیم گرفته خواهد شد.

## جریان سیاسی
سرهنگ ریاض هرگونه تعلق سیاسی را تکذیب کرده و به روزنامه ملیت چاپ ترکیه گفته که ارتش آزاد سوریه در تلاش است از سوریه کشوری مسلمان و یک دمکراسی سکولار مانند ترکیه بسازد.
او اتهامات رژیم اسد مبنی بر ارتباط داشتن با اخوان المسلمین سوریه (اصلی‌ترین تشکل اسلامگرای سنی) را رد کرده هر چند سنی بودن همه نفرات ارتش آزاد سوریه را پذیرفته‌است.